# Chartreuse du Mont-Saint-André de Tournai
La chartreuse du Mont-Saint-André était un monastère de l'ordre des Chartreux situé à Chercq au bord de l'Escaut, dans la Belgique actuelle, dans la province de Hainaut. Cette chartreuse a été fondée en 1377 par un croisé libéré de Terre sainte et qui avait fait ce vœu. Le monastère fut interrompu dans son développement par la soldatesque bourguignonne en 1478, dévastée pendant la guerre des Gueux au XVIe siècle, puis à nouveau ravagé en 1712.  
La chartreuse est fermée en 1782 à la suite d'une réforme religieuse de Joseph II. Les moines sont alors dispersés et les bâtiments du monastère ainsi que son mobilier, vendus.

## Situation géographique
L'ancienne chartreuse de Chercq se trouve au bord de l'Escaut, dans ce qui constitue aujourd'hui le village de Chercq, administrativement lié à la commune de Tournai, en Belgique, dans la Province de Hainaut.

## Histoire

### Fondation
Jean de Werchin, sénéchal du Hainaut et croisé en Terre sainte, est fait prisonnier par les Sarrasins. Il fait le vœu, en cas de libération et de retour au pays, de fonder (financièrement) un monastère « pour le salut de son âme et de sa famille ». C’est ce qui arrive. Il invite les chartreux en leur faisant le don d’une terre à Chercq. Le chapitre général de l'ordre des Chartreux donne son consentement le 28 avril 1377, et le mois suivant l'évêque de Tournai approuve le projet. Comme il est de coutume en ces temps-là, la contrepartie de cette fondation demande que le monastère devienne la nécropole officielle des seigneurs de Werchin. Chercq est la 10e fondation de la Province cartusienne de Picardie, et en fait, la seule dans ce qui est la Belgique actuelle.

### Développement
D'autres donations permirent au monastère d’accroître son patrimoine. En 1419, les moines achetent la seigneurie de Chercq, leur donnant des droits divers sur la population et les chargeant de l’administration de la justice. En 1431, ils acquierent la brasserie du village.  La chartreuse est une première fois pillée par la soldatesque bourguignonne en 1478. Suivit une période de paix et prospérité. 

### Guerre des Gueux puis reconstruction
Un siècle plus tard, comme beaucoup d'autres monastères dans les Pays-Bas, la chartreuse est dévastée pendant la guerre des Gueux, quand les iconoclastes calvinistes se révoltèrent contre la présence espagnole, le jour de Noël 1566. La sépulture des Werchin est violée. Les moines se réfugient pendant trois ans au château du Biez à Wiers, propriété de la famille de Werchin. 
Le monastère se relève de ses ruines, mais pour ce faire les chartreux doivent emprunter et aliéner leurs biens. Divers dons aidant, ils parviennent à le reconstruire. Il est une nouvelle fois ravagé en 1712.  

### Disparition du monastère
Le coup fatal leur est porté par Joseph II qui, inspiré par l’esprit du despotisme éclairé du siècle des lumières s’engage dans des réformes religieuses. Les congrégations et maisons religieuses jugées « inutiles » (c’est-à-dire n’ayant ni hôpitaux, ni écoles ou paroisses) sont supprimées. Les Chartreux, n’entrant dans aucune de ces catégories, sont dès lors condamnés à disparaître. En 1782, les couvents contemplatifs sont fermés, dont la chartreuse de Chercq. Les moines sont dispersés, les bâtiments du monastère et tout son mobilier, vendus.

## Prieurs
Le prieur est le supérieur d'une chartreuse, élu par ses comprofès ou désigné par les supérieurs majeurs.
- ~1377 : Franque dou Bois, profès de la Grande Chartreuse , puis prieur du Val-de-Grâce.
- 1418-1419 : Goswin van der Beke ou de Beka, Goswinus Becanus (1360/1370-1429), théologien, profès de Bois-Saint-Martin, prieur à Gand (1417-1418), à Tournai (1418-1419), en même temps que visiteur de la province cartusienne de Picardie-Sud, puis prieur de Bois-Saint-Martin (1419-1423), et à Dijon (1423-1429[1].
- Heinrich Birnbaum, prieur entre 1438 et 1445
- ~1584 : Jehan Levist
- ~1618 : Agathange Leclerc, prieur de la Chartreuse de Scheut en 1641[2].
- ~1645 : Jean Leroy[2]
- ~1679 : Michel Dubus, convisiteur et visiteur de la province de Picardie[2]
- 1772 : Ignace Beltin (1729-1790), né à Hensies, profès à Gosnay en 1753, procureur à Gosnay en 1766, prieur à la Chartreuse du Val de Sainte-Aldegonde de Longuenesse en 1770, transféré à Chercq comme prieur en 1772; se retire comme prêtre séculier à l'abbaye de Saint-Médard de Tournai, puis à la Chartreuse de la Boutillerie, envoyé comme deuxième coadjuteur à Gosnay.

## Vestiges et souvenir

### Héraldique
| Armoiries de la chartreuse du Mont-Saint-André. | Les armes du monastère se blasonnent ainsi : D'azur semé de billettes d'argent, au lion du même, armé et lampassé de gueules, brochant sur le tout. |

### Architecture
Des bâtiments de l'ancienne chartreuse ne restent que quelques vestiges : une grange et un puits. En 1783, une partie du mobilier est rachetée par des curés des environs pour leur église. Nous retrouvons, à l'église de Chercq, deux bustes dorés et un tableau, et à l'église Saint-Vaast de Gaurain (aujourd'hui Gaurain-Ramecroix), un maître-autel, des sculptures, des stalles et un confessionnal. Quant à Herquegies, on peut voir des stalles admirablement sculptées.
S'il ne reste presque rien de la chartreuse de Chercq, la toponymie des lieux rappelle l'ancienne présence, pluriséculaire, des ermites de saint Bruno. Là où se trouvait le monastère fut construit, en 1811, un château (par l'architecte Bruno Renard). On l'appelle communément  château de la Chartreuse. Le village de Chercq a sa rue abbaye des chartreux. À Tournai, à la Rue Saint-Bruno, se trouve un hôtel de maître qui était sans doute le refuge urbain des chartreux de Chercq.